# ジョーンズ酸化
有機化学の分野において、ジョーンズ酸化（ジョーンズさんか、英: Jones oxidation）とは、クロム酸を使って1級または2級アルコールをカルボン酸またはケトンに酸化する化学反応をいう。この反応に使われる酸化剤、無水クロム酸の希硫酸溶液はジョーンズ試薬と呼ばれる。
クロム酸は目的物をさらに酸化する酸化力を持つが、アセトンを溶媒として使用することにより、過剰に存在するアセトンが優先して酸化されるため過剰反応を抑えることができる。クロム酸による酸化は速度が速い発熱反応である。ジョーンズ試薬が不飽和結合を酸化することはあまりない。